# إمنول أريس
إمنول أريس (بالإسبانية: Imanol Arias)‏ هو مقدم تلفزيوني ومخرج وممثل إسباني، ولد في 26 أبريل 1956 في إسبانيا.

## وصلات خارجية
- إمنول أريس على موقع IMDb (الإنجليزية)
- إمنول أريس على موقع ألو سيني (الفرنسية)
- إمنول أريس على موقع تيرنر كلاسيك موفيز (الإنجليزية)
- إمنول أريس على موقع أول موفي (الإنجليزية)
- إمنول أريس على موقع قاعدة بيانات الأفلام السويدية (السويدية)
- إمنول أريس على موقع قاعدة بيانات الفيلم (الإنجليزية)
- إمنول أريس على موقع كينوبويسك (الروسية)